# Bopa
 Bopa  é uma vila, arrondissement, e comuna no Mono (departamento) do sudoeste do Benim. A comuna cobre uma área de 365 quilometros quadrados e a partir de 2002 tem uma população de 70,268 pessoas.